# Dubeninki (gmina)
Dubeninki – gmina wiejska w województwie warmińsko-mazurskim, w powiecie gołdapskim. W latach 1975–1998 gmina położona była w województwie suwalskim a w latach 1999–2001 w powiecie olecko-gołdapskim.
Na terenie gminy znajdują się zabytkowe Wiadukty w Stańczykach.

## Środowisko geograficzne

### Położenie
Gmina Dubeninki jest najbardziej wysuniętą gminą na północny wschód w województwie. W jej północno-wschodniej części znajduje się punkt będący stykiem trzech państw: Polski, Litwy i Rosji. Siedziba gminy mieści się w Dubeninkach. W znacznej części gminę porasta Puszcza Romincka podlegająca Nadleśnictwu Gołdap, a lasy w południowej części Nadleśnictwu Olecko.
Pod względem fizycznogeograficznym gmina jest położona w trzech mezoregionach:
- północny zachód Puszcza Romincka
- wschód Pojezierze Wschodniosuwalskie
- południe Pojezierze Zachodniosuwalskie.

### Rzeźba terenu
Teren gminy stanowi obszar młodoglacjalny z materiałem czwartorzędowym na powierzchni. Utwory te zostały naniesione przez kolejne zlodowacenia i uległy procesom akumulacji, erozji i wietrzenia. W wyniku dużej roli rzeźbotwórczej lądolodu na terenie gminy występują liczne formy polodowcowe takie jak: moreny spiętrzone, rynny polodowcowe, sandry, kemy, ozy. Na terenie Puszczy Rominckiej występują ciągi morenowe i leżące między nimi obniżenia. Doliny rzeczne są głęboko wcięte w podłoże i posiadają strome zbocza o znacznej wysokości względnej. Najbardziej urozmaiconą dolinę rzeczną posiada Błędzianka, która pod Stańczykami jest 65 metrów niżej niż otaczające tereny. Na zboczach głębokich dolin rzecznych występują liczne procesy stokowe w postaci osuwisk, obrywów ziemnych czy spełzywania. W wyniku intensywnej i długotrwałej erozji wąwozowej na ich zboczach powstały parowy, wąwozy, wądoły o głębokości do 40 metrów. Największe nasilenie tych form spotykamy w dolinie Błędzianki w pobliżu miejscowości: Wysoki Garb, Maciejowięta, Stańczyki i Błąkały.
Najwyższymi kulminacjami w gminie są wzgórza morenowe i kemowe w jej południowo-wschodniej części, pobliżu dawnej wsi Golubie i osiągają wysokość 295,4 oraz 292,1 m n.p.m. Znaczne deniwelacje terenu występują w okolicach wsi Maciejowięta i wynoszą od 40 do 70 m. Najmniej wyniesione tereny leżą przy granicy państwowej, a najniższym punktem w gminie jest punkt opuszczenia kraju przez rzekę Błędziankę.

### Hydrologia
Przez gminę Dubeninki przebiega wododział pierwszego rzędu między dorzeczem Wisły a Pregoły, czego konsekwencją jest źródłowy charakter cieków. 97,2% powierzchni gminy jest odwadnianych przez Pregołę, a 2,2% przez Wisłę. Teren należący do dorzecza Wisły znajduje się w południowo-zachodniej części gminy i obejmuje jeziora Niskie i Wysokie wraz z odpływami. Najważniejszymi rzekami gminy są: Błędzianka, Żytkiejmska Struga, Bludzia, Czerwona Struga, Duży Budier i Pstrążnia.
Jeziora stanowią 2,6% powierzchni gminy i występują głównie w południowej i wschodniej części. Ważniejsze jeziora to: Czarne, Przerośl, Niskie, Wysokie, Linowo, Malinowo, Dobellus Duży, Pobłędzie i Pobłędzie Małe. Dwa największe (Czarne 162,5 ha, Przerośl 65 ha) i zarazem najgłębsze (Czarne 27,5 m, Przerośl 28,2 m) wypełniają fragmenty rynien polodowcowych. Przebieg osi obu jezior nawiązuje do kierunku odpływu wód polodowcowych, czyli z północnego zachodu na południowy zachód. Do jezior wytopiskowych należą jeziora: Niskie, Wysokie, Dobellus Duży, Dobellus Mały, Pobłędzie.

## Struktura powierzchni
Według danych z roku 2002 gmina Dubeninki ma obszar 205,18 km², w tym:
- użytki rolne: 49%
- użytki leśne: 38%

Gmina stanowi 26,58% powierzchni powiatu.

## Demografia
Według danych z 30 czerwca 2008 gminę zamieszkiwało 3098 osób.
Dane z 30 czerwca 2008:
| Opis                              | Ogółem | Ogółem | Kobiety | Kobiety | Mężczyźni | Mężczyźni |
| --------------------------------- | ------ | ------ | ------- | ------- | --------- | --------- |
| jednostka                         | osób   | %      | osób    | %       | osób      | %         |
| populacja                         | 3098   | 100    | 1553    | 50,13   | 1545      | 49,87     |
| gęstość zaludnienia (mieszk./km²) | 15,10  | 15,10  | 7,57    | 7,57    | 7,53      | 7,53      |

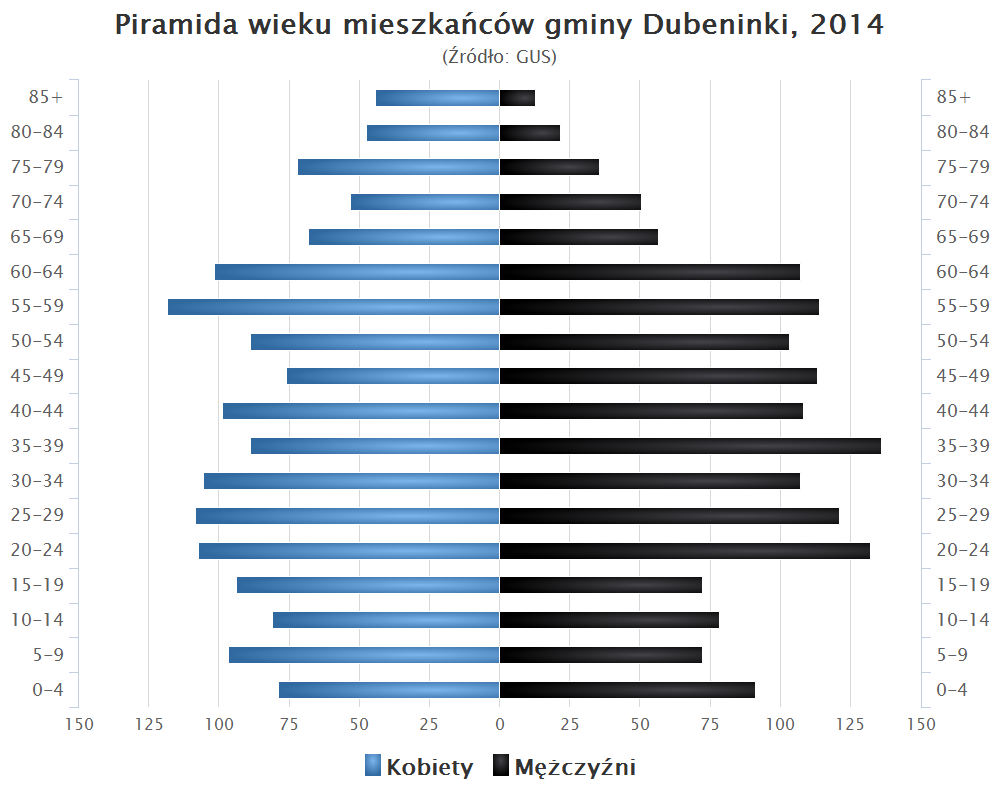
Piramida wieku mieszkańców gminy Dubeninki w 2014 roku

Według danych z 31 grudnia 2019 roku gminę zamieszkiwało 2886 osób.

## Ochrona przyrody

### Parki krajobrazowe
Na terenie gminy na powierzchni 10 964 ha, zlokalizowana jest część Parku Krajobrazowego Puszczy Rominckiej

### Rezerwaty przyrody
Na obszarze gminy znajdują się następujące rezerwaty przyrody:
- Rezerwat przyrody Czarcia Kępa
- Rezerwat przyrody Czerwona Struga
- Rezerwat przyrody Dziki Kąt
- Rezerwat przyrody Boczki
- Rezerwat przyrody Struga Żytkiejmska
- Rezerwat przyrody Uroczysko Kramnik.

### Pomniki przyrody
W gminie zlokalizowanych jest 9 pomników przyrody ożywionej oraz 4 nieożywionej.

### Obszary Natura 2000
W gminie zlokalizowany jest obszar Natura 2000 Puszcza Romincka (PLH280005) SOO.

### Obszary chronionego krajobrazu
Na terenie gminy znajdują się:
- Obszar Chronionego Krajobrazu Doliny Błędzianki
- Obszar Chronionego Krajobrazu Puszczy Rominckiej.

## Sołectwa
Będziszewo, Białe Jeziorki, Błąkały, Błędziszki, Budwiecie, Cisówek, Czarne, Degucie, Dubeninki, Kiekskiejmy, Kiepojcie, Lenkupie, Linowo, Maciejowięta, Pluszkiejmy, Przerośl Gołdapska, Rogajny, Skajzgiry, Stańczyki, Żabojady, Żytkiejmy.

## Pozostałe miejscowości
Barcie, Bludzie Małe, Bludzie Wielkie, Bludzie Wielkie (leśniczówka), Boczki, Golubie Małe, Kociołki, Kramnik, Łoje, Łoje (osada), Łysogóra, Markowo, Marlinowo, Meszno, Orliniec, Ostrowo, Pobłędzie, Przesławki, Rakówek, Redyki, Sumowo, Tuniszki, Wobały, Wysoki Garb, Zawiszyn, Żerdziny, Żytkiejmy (osada).
Zobacz też: Golubie (powiat gołdapski).

## Sąsiednie gminy
Gołdap, Filipów, Przerośl, Wiżajny. Gmina sąsiaduje z Rosją, oraz w jednym punkcie graniczny z Litwą (zjawisko Czwórstyku).